# Olympische Geschichte Tschechiens
| Gelbes Symbol für Goldmedaillen mit stilisierten Olympischen Ringen | Graues Symbol für Silbermedaillen mit stilisierten Olympischen Ringen | Braundes Symbol für Bronzemedaillen mit stilisierten Olympischen Ringen |
| ------------------------------------------------------------------- | --------------------------------------------------------------------- | ----------------------------------------------------------------------- |
| 32                                                                  | 33                                                                    | 41                                                                      |

Tschechien ist seit 1994 bei Olympischen Sommerspielen und Olympischen Winterspielen vertreten.
Das Nationale Olympische Komitee ist das Český olympijský výbor. Es wurde 1899 gegründet und offiziell vom IOC anerkannt.
Vor 1994 nahmen Sportler aus der heutigen Tschechischen Republik unter der Flagge der Tschechoslowakei teil, vor 1920 unter der Flagge Böhmens. Zu diesen Zeitabschnitten siehe die Artikel Olympische Geschichte der Tschechoslowakei und Olympische Geschichte Böhmens.
Tschechien trug bis dato keine Olympischen Spiele als Gastgeber aus.

## Allgemeines
Tschechien nahm erstmals bei den Olympischen Winterspielen 1994 mit einer Delegation von 63 Sportlern teil. Gleich bei der ersten Teilnahme an Olympischen Sommerspielen 1996 wurden vier Goldmedaillen errungen.
Die bis dato größte Delegation wurde bei den Olympischen Sommerspielen 2004 mit 142 Sportlern entsendet.

## Übersicht der Teilnahmen

### Sommerspiele
| Jahr   | Athleten | Athleten | Athleten | Flaggenträger                  | Medaillen | Medaillen | Medaillen | Medaillen | Medaillen |
| Jahr   | Gesamt   | m        | w        | Flaggenträger                  |           |           |           | Gesamt    | Rang      |
| ------ | -------- | -------- | -------- | ------------------------------ | --------- | --------- | --------- | --------- | --------- |
| 1996   | 115      | 76       | 39       | Václav Chalupa                 | 4         | 3         | 4         | 11        | 17        |
| 2000   | 119      | 86       | 33       | Martin Doktor                  | 2         | 3         | 3         | 8         | 28        |
| 2004   | 142      | 80       | 62       | Květoslav Svoboda              | 1         | 3         | 5         | 9         | 42        |
| 2008   | 134      |          |          | Štěpánka Hilgertová            | 3         | 3         | 1         | 7         | 25        |
| 2012   | 133      |          |          | Petr Koukal                    | 4         | 4         | 3         | 11        | 19        |
| 2016   | 105      |          |          | Lukáš Krpálek                  | 1         | 2         | 7         | 10        | 43        |
| 2020   | 115      |          |          | Petra Kvitová Tomáš Satoranský | 4         | 4         | 3         | 11        | 18        |
| 2024   | 111      |          |          | Marie Horáčková Lukáš Krpálek  | 3         | 0         | 2         | 5         | 28        |
| Gesamt |          |          |          | 8 Teilnahmen                   | 22        | 22        | 28        | 72        | 44        |

### Winterspiele
| Jahr   | Athleten | Athleten | Athleten | Flaggenträger              | Medaillen | Medaillen | Medaillen | Medaillen | Medaillen |
| Jahr   | Gesamt   | m        | w        | Flaggenträger              |           |           |           | Gesamt    | Rang      |
| ------ | -------- | -------- | -------- | -------------------------- | --------- | --------- | --------- | --------- | --------- |
| 1994   | 63       | 47       | 16       | Pavel Benc                 | –         | –         | –         | –         | –         |
| 1998   | 61       | 48       | 13       | Luboš Buchta               | 1         | 1         | 1         | 3         | 14        |
| 2002   | 76       | 57       | 19       | Aleš Valenta               | 1         | 2         | –         | 3         | 16        |
| 2006   | 84       | 64       | 20       | Martina Sáblíková          | 1         | 2         | 1         | 4         | 15        |
| 2010   | 92       | 70       | 22       | Jaromír Jágr               | 2         | –         | 4         | 6         | 14        |
| 2014   | 88       |          |          | Šárka Strachová            | 2         | 4         | 2         | 8         | 15        |
| 2018   | 93       | 68       | 25       | Eva Samková                | 2         | 2         | 3         | 7         | 14        |
| 2022   | 114      | 59       | 55       | Alena Mills Michal Březina | 1         | –         | 1         | 2         | 20        |
| Gesamt | 557      |          |          | 8 Teilnahmen               | 10        | 11        | 12        | 33        | 16        |

### Jugend-Sommerspiele
| Jahr   | Athleten | Athleten | Athleten | Flaggenträger  | Medaillen | Medaillen | Medaillen | Medaillen | Medaillen |
| Jahr   | Gesamt   | m        | w        | Flaggenträger  |           |           |           | Gesamt    | Rang      |
| ------ | -------- | -------- | -------- | -------------- | --------- | --------- | --------- | --------- | --------- |
| 2010   | 38       |          |          | Jaromír Mazgal | 1         | 2         | 3         | 6         | 36        |
| 2014   | 37       |          |          | Tomáš Rousek   | 1         | 3         | 3         | 7         | 40        |
| Gesamt | 85       |          |          | 2 Teilnahmen   | 2         | 5         | 6         | 13        | 43        |

### Jugend-Winterspiele
| Jahr   | Athleten | Athleten | Athleten | Flaggenträger      | Medaillen | Medaillen | Medaillen | Medaillen | Medaillen |
| Jahr   | Gesamt   | m        | w        | Flaggenträger      |           |           |           | Gesamt    | Rang      |
| ------ | -------- | -------- | -------- | ------------------ | --------- | --------- | --------- | --------- | --------- |
| 2012   | 24       |          |          | Petr Knop          | 1         | 1         | –         | 2         | 18        |
| 2016   | 43       |          |          | Magdalena Erbenová | –         | 2         | 2         | 4         | 20        |
| Gesamt | 67       |          |          | 2 Teilnahmen       | 2         | 3         | 2         | 6         | 19        |